# سيدار ليك (ويسكونسن)
سيدار ليك (بالإنجليزية: Cedar Lake, Wisconsin)‏ هي بلدة تقع بولاية ويسكونسن في الولايات المتحدة. تبلغ مساحتها 91.7 (كم²)، وترتفع عن سطح البحر 365 م، بلغ عدد سكانها 944 نسمة في عام 2000 حسب إحصاء مكتب تعداد الولايات المتحدة وتصل الكثافة السكانية فيها 11.6 نسمة/كم2.

## وصلات خارجية
- Cedar Lake Township, Wisconsin
- The US50 - Cities and Towns in Wisconsin State
- Wisconsin Cities and Towns, Facts, Map, Flag, Colleges, Government, and More